# Zofia Frankowicz-Leider
Zofia Frankowicz-Leider (ur. 15 maja 1921) – polska „Sprawiedliwa wśród Narodów Świata”. 

## Życiorys
W trakcie II wojny światowej zaangażowała się w pomoc Żydom. Bezpośrednio po zajęciu przez Niemców miasta Radziechów w powiecie tarnopolskim, Ichak Leider wraz z bratem Dawidem znaleźli kryjówkę w jej mieszkaniu. Zofia dbała o wszystkie ich potrzeby. Czterech innych Żydów z tej samej rodziny, Róża i Jakub Leider, Józef Bari (brat Róży) i Szaindl Leider (matka Jakuba) znalazło schronienie u polskiej rodziny mieszkającej na obrzeżach miasta. W marcu 1944 r., na około miesiąc przed wyzwoleniem, niemieccy żołnierze zajęli jedno skrzydło domu, w którym się ukrywali, a uchodźcy zostali zmuszeni do opuszczenia. Nie mając dokąd pójść, zwrócili się do Frankowicz, która ukryła ich wraz z dwoma braćmi, przebywającymi z nią dotychczas. Wszyscy Żydzi przebywali u niej do kwietnia 1944 r., gdy Armia Czerwona zajęła jej miejscowość. Po wojnie poślubiła Dawida Leidera i wraz z nim wyemigrowała do Paragwaju.  
15 października 1998 r. Instytut Jad Waszem uhonorował Zofię Frankowicz-Leider medalem „Sprawiedliwy wśród Narodów Świata”.